# Barrage de Cizre
Le barrage de Cizre est un barrage prévu dans le projet d'Anatolie du Sud-est du gouvernement de Turquie.

## Sources
- (en) www.ecgd.gov.uk/eiar_s2.pdf